# Stenophylax testaceus
Stenophylax testaceus är en nattsländeart som först beskrevs av Gmelin 1789.  Stenophylax testaceus ingår i släktet Stenophylax och familjen husmasknattsländor. Inga underarter finns listade i Catalogue of Life.